# Working Equitation
Working Equitation är en tävlingsgren inom ridsport.
I Sverige ingår grenen i Svenska Ridsportförbundet sen 2009. Grenen innehåller tre delmoment i tävlingar inom Sverige; dressyr, teknik och speed.